# えりも丸 (初代)
えりも丸は、日本沿海フェリーが運航していたフェリー。本項目では、1972年に就航した初代を取り扱う。

## 概要
日本沿海フェリー東京 - 苫小牧航路の第二船として1972年8月3日に就航した。1987年、おおあらい丸の就航により引退した。
その後、ギリシャに売却され、1988年にミノアン・ラインズでKING MINOSとなり、パトラ - イグメニツァ - ケルキラ - アンコーナ航路などに就航した。2005年からはサウジアラビアのNamma shipping linesによりMAWADDAHとしてジッダ - サファガ間にて運航された。その後2019年にパキスタンに回航され解体された。

## 設計
しれとこ丸の同型船である。
1978年1月には、しれとこ丸同様に高さ3.8m級車両への対応を図るべく石川島播磨重工業東京工場にて貨物車スペースのD甲板斜路付近の天井嵩上げ改装を行い高さ3.8mまでの車両に対応させ、56名分の客室は倉庫に転用された。この他船体の12.7m延長を行いシャーシ15台の積載量増加を図る計画もあったが、速力低下のデメリットや残存耐用年数と主機の状態を勘案し廃案となっている。

## 船内

### 船室
- 特等室（6室 計18名）[1]
- 一等室（33室 計122名）[1]
- 特二等室（洋室22室・和室6室 計206名）[1]
- 二等室（5室 計365名）[1]
- ドライバー室（1室 50名）[1]

## 事故・インシデント
1977年9月25日、18時5分頃、東京港から苫小牧港へ向けて岩手県綾里崎沖7海里を航行中に漁船「第七正寿丸」と衝突し第七正寿丸が沈没。衝突後本船は救命艇で1名を救助し26日2時に塩釜海上保安部に捜索を引き継ぎ運航を再開するも他の5人は行方不明のまま海上保安庁は28日に捜索を打ち切り漁船による捜索も10月4日に打ち切られた。事故原因はえりも丸側が航法を守らなかったこととされた。